# Lorca Deportiva

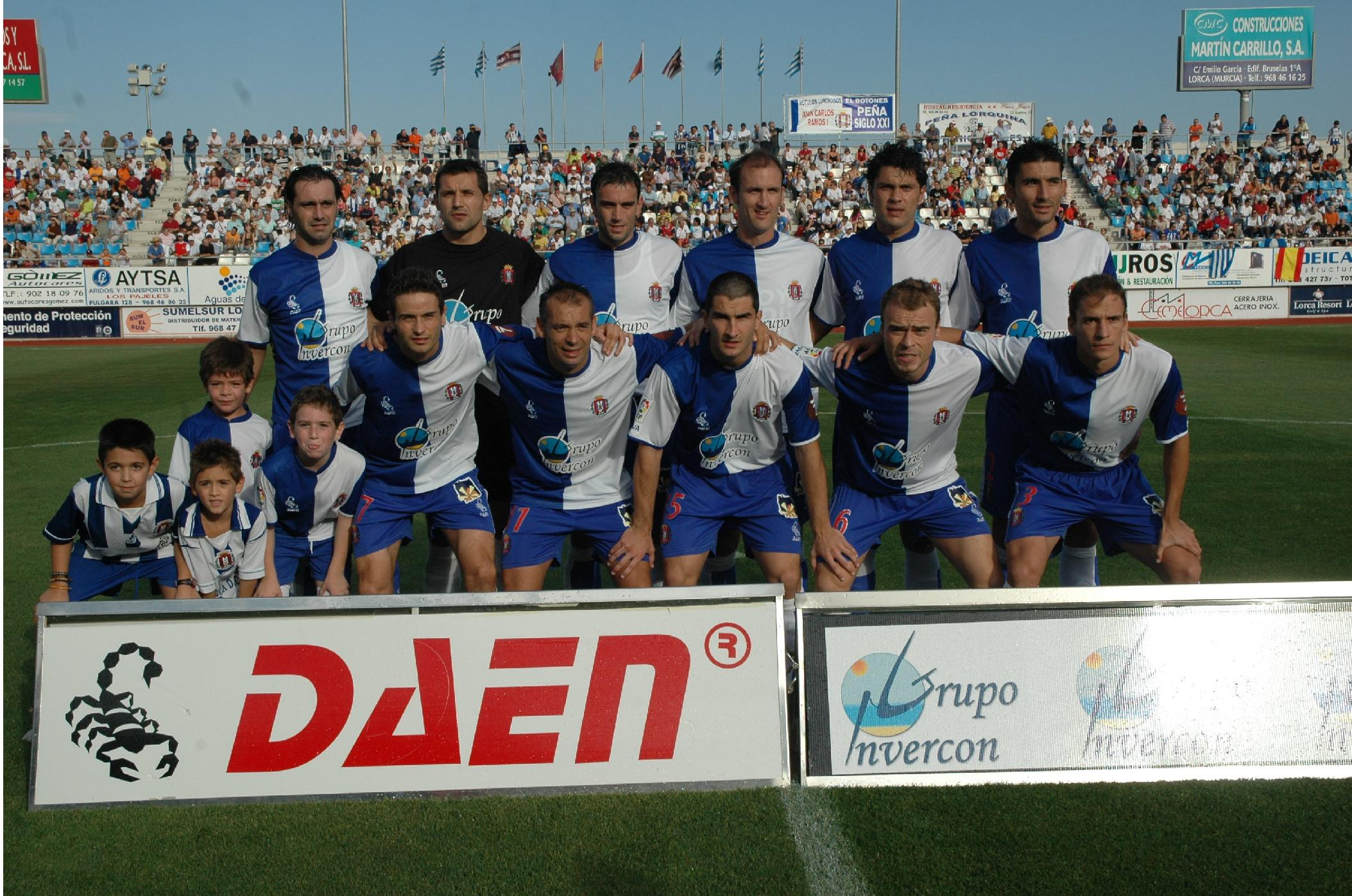
Team van 2008

Lorca Deportiva was een Spaanse voetbalclub uit Lorca (Murcia).

## Historie
Lorca Deportiva werd opgericht in 2002 als opvolger van Lorca Club de Fútbol dat in 1994 was opgericht als fusie tussen Lorca Promesas en Unión Deportiva Lorca. In 2002 werd die club opgeheven vanwege een faillissement. De club komt allereerst uit in de Tercera División, maar weet in het eerste seizoen te promoveren naar de Segunda División B. Na een tweede plaats in het seizoen 2003/04 blijft promotie echter uit, een jaar later wordt via een vierde plaats en de gewonnen play-offs wel promotie naar de Segunda División A bewerkstelligd. In haar eerste seizoen op het op een na hoogste voetbalniveau in Spanje behaalt de club bijna promotie naar de hoogste afdeling: het wordt vijfde, twee plaatsen onder een promotieplaats. In het seizoen 2006/2007 eindigt Lorca Deportiva op de 21e plaats en degradeert hierdoor naar de Segunda B. Na een vrij succesvol seizoen 2008/2009 (tweede na het promoverend FC Cartagena in de normale competitie en verliezend finalist van de eindronde tegen promoverend Villarreal CF) steken de financiële problemen weer de kop op. Daarom wordt er geopteerd voor een administratieve degradatie en komt vanaf seizoen 2009/2010 uit in Tercera Division. In 2010 verhuisde de club naar Totana en ging onder de naam LD Olímpico spelen. Op 18 oktober 2010 trok de club zich terug uit de competitie en ging in 2012 failliet.
Op 27 juli 2012 hielden een groep gewezen supporters CF Lorca Deportiva boven het doopvont. Zij aanvaarden Lorca FC niet als vertegenwoordiger van de stad, aangezien deze ploeg verhuisde van de buurgemeente La Hoya.

## Bekende spelers
- Daniel Aquino
- Unai Emery
- Óscar Rico Lomas
- Manuel Rueda García
- Tati